# Günter Heine
Günter Heine (Berlino, 8 settembre 1919 – ...) è stato un pallanuotista tedesco.
Ha fatto parte della Germania Ovest che ha disputato il torneo di pallanuoto ai Giochi di Helsinki 1952.